# Woolhampton
Woolhampton est un village et une paroisse civile dans le comté anglais du Berkshire. Le village est situé sur la route reliant Londres à Bath (A4) entre les villes de Reading (8 miles) et Newbury (6 miles). Le village se trouve sur la bordure nord de la plaine inondable de la rivière Kennet, avec le Berkshire Downs s'élevant au-dessus du village au nord.

## Développement
Outre la route A4, la ligne de chemin de fer de Reading à Taunton et le canal Kennet et Avon traversent également le village. Woolhampton est desservi par la gare ferroviaire de Midgham située dans le village. La gare a été à l'origine connu sous le nom de la gare Woolhampton mais, selon la légende locale, a été rebaptisée gare de Midgham (d’après le village de Midgham, situé à un mile à l'ouest-nord-ouest) afin d’éviter toute possible confusion avec la gare de chemin de fer de Wolverhampton dont le nom est très proche. 

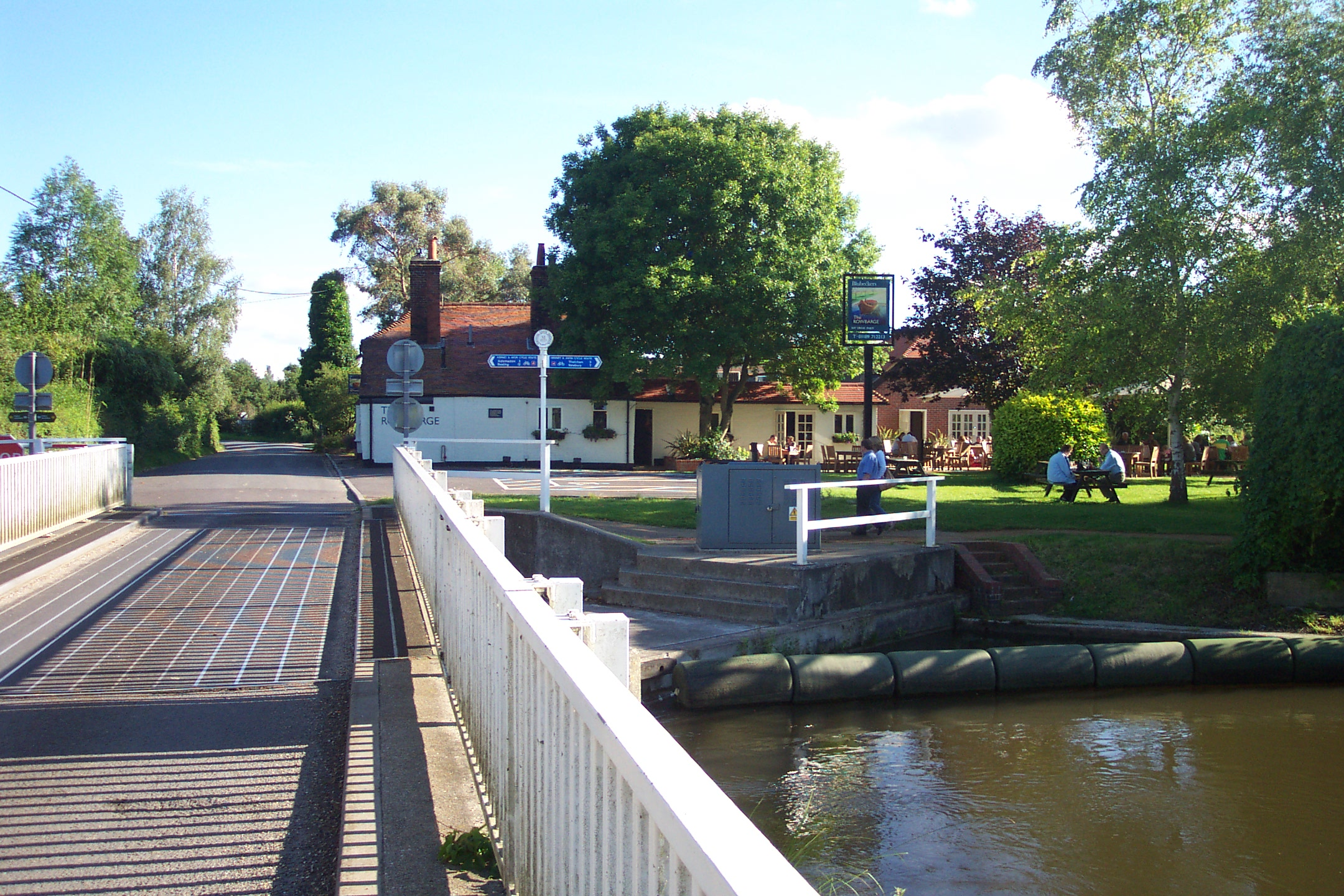
Pont tournant de Woolhampton.

La route A4 constitue la rue principale du village. Une route non classée se dirige vers le sud, vers le village de Brimpton. Elle franchit la ligne de chemin de fer au niveau de la gare grâce à un passage à niveau, suivi peu après par un pont tournant sur le fleuve et le canal (qui partage un canal commun à ce point). L’écluse de Woolhampton se trouve juste à l’ouest. Deux autres routes non classées quittent le village vers le nord, grimpant dans le Berkshire Downs.
En raison de son emplacement sur la route de Bath, Woolhampton était bien connu pour ses relais de poste. Deux d'entre elles subsistent sur la route principale, le Falmouth Arms and l’Angel. Un troisième pub, le Rowbarge, est, comme son nom l’indique, situé à côté du canal Kennet et Avon à côté du pont tournant.
Sur les hauteurs  à un demi mile au nord du village se trouve le site d’Upper Woolhampton, qui contient à la fois l’église de Woolhampton (St Peter's) et l'école du village. Un autre demi-mile au nord, mais toujours dans la paroisse civile, se trouve la communauté bénédictine de l’abbaye de Douai, et son école maintenant fermée. Entre l'abbaye de Douai et le village se trouve la maison historique de Woolhampton, qui abrite aujourd'hui l'école Elstree, une école préparatoire qui a été déplacée à Woolhampton depuis la banlieue londonienne d’Elstree pendant la Seconde Guerre mondiale,,.
La paroisse civile de Woolhampton comprend le village de Woolhampton, le hameau adjacent de Upper Woolhampton, et la zone rurale au nord, à l'est et au sud du village. Elle dispose d'un conseil de paroisse, et dans le gouvernement local du district du West Berkshire et la circonscription parlementaire de Newbury,.
La roselière de Woolhampton, un site d'intérêt scientifique particulier, se trouve à côté de la rivière Kennet dans la paroisse, au sud-est du village. La roselière est dense, avec de petites zones de végétation haute de tourbière et forêt marécageuse, est remarquable pour ses populations de passereaux nicheurs et pour la diversité des insectes qu'elle abrite.

## Source
- (en) Cet article est partiellement ou en totalité issu de l’article de Wikipédia en anglais intitulé « Woolhampton » (voir la liste des auteurs).